# Орегон (Охајо)
Орегон (енгл. Oregon) град је у америчкој савезној држави Охајо.

## Демографија
По попису из 2010. године број становника је 20.291, што је 936 (4,8%) становника више него 2000. године.
| Група             | 2000.          | 2010.          |
| Белци             | 17.871 (92,3%) | 18.082 (89,1%) |
| Афроамериканци    | 193 (1,0%)     | 291 (1,4%)     |
| Азијати           | 136 (0,7%)     | 155 (0,8%)     |
| Хиспаноамериканци | 922 (4,8%)     | 1.516 (7,5%)   |
| Укупно            | 19.355         | 20.291         |